# Distretto di Hanshan
Il distretto di Hanshan (邯山区S, HánshānP) è un distretto della Cina, situato nella provincia di Hebei e amministrato dalla prefettura di Handan.